# 文咨
文咨（?—?），战国时期魏国人。
孔斌在魏国任相，撤换了嬖宠之官，代之贤良人才；剥夺去尸位素餐者的俸禄，转赐给有功之臣。那些失去职位的人都制造出对他的诽谤之言。文咨告诉了孔斌。孔斌说：“从来不能与民众共商创业大事。古代善于为政之人，起初时都难免被诽谤。子产在郑国为相，三年以后流言才停止。我的祖先孔子在鲁国为相，也是三个月以后流言才停止。我现在每天改革政事，虽然比不上前贤，难道还计较流言诽谤。”
文咨问：“不知道当年对尊祖上孔子有什么流言诽谤？”孔斌说：“先祖在鲁国为相，有人唱道：‘裘而芾，投之无戾。芾而裘，投之无邮。’三个月后，风化渐成，民众们唱道：‘裘衣章甫，实获我所。章甫裘衣，惠我无私。’”文咨高兴地说：“今天才知道先生与圣贤相比也不差。”